# Leven Rambin
Pour les articles homonymes, voir Leven (homonyme).
Leven Alice Rambin est une actrice américaine née le 17 mai 1990 à Houston, au Texas (États-Unis).

## Biographie
Leven Alice Rambin est née le 17 mai 1990 à Houston, au Texas (États-Unis). Elle a étudié à l'école d'Houston le théâtre et le cinéma. 

## Carrière
Elle est connue pour avoir joué le personnage de Glimmer dans le film Hunger Games et la fille du Dr Sloan dans Grey's Anatomy. Elle a également joué dans Gone le personnage de Kit « Kick » Lannigan. 

### Vie privée
En 2012, elle réside à Los Angeles et est devenue très passionnée de surf.
Elle était en couple avec Alexander Ludwig pendant le tournage de Hunger Games. Ils ont rompu en août 2012.
Elle est en couple avec Jim Parrack depuis 2014 et se sont mariés en 2015. Ils se séparent en mars 2017 après deux ans de mariage. 

## Filmographie

### Cinéma

#### Longs métrages
- 2008 : Gigantic de Matt Aselton : Missy Thaxton
- 2010 : Case 219 de James Bruce : Carla Evans
- 2012 : Hunger Games (The Hunger Games) de Gary Ross : Glimmer
- 2012 : Chasing Mavericks de Michael Apted et Curtis Hanson : Kim
- 2013 : Percy Jackson : La Mer des Monstres (Percy Jackson : Sea of Monsters) de Thor Freudenthal : Clarisse LaRue, fille d'Arès
- 2013 : Isolated de Justin Le Pera : L'ambassadrice de la paix
- 2014 : Aventure d'un soir (Two Night Stand) de Max Nichols : Daisy
- 2014 : 7 Minutes de Jay Martin : Kate
- 2015 : Walter : Kendall
- 2015 : I Am Michael de Justin Kelly : Catherine
- 2019 : The Dirt de Jeff Tremaine : Sharise Neil
- 2020 : Mank de David Fincher : Eve
- 2020 : The Big Ugly de Scott Wiper : Kara
- 2021 : American Nightmare 5 : Sans Limites (The Forever Purge) : Harper Tucker

#### Courts métrages
- 2010 : Babe d'Alex Beh : Sarah
- 2014 : Dissonance de Bryan Fox : Cera
- 2015 : The Question de JR Carter : Eve
- 2018 : In the Bathroom de Beresford Bennett : Susie
- 2020 : Where to Now ? de Brady Bryson : Max

### Télévision

#### Séries télévisées
- 2004 - 2010 : La Force du destin (All My Children) : Ava Benton / Lily Montgomery
- 2006 : The Book of Daniel : Caroline Paxton
- 2007 : New York, unité spéciale (Law & Order : Special Victims Unit) : Reagan Michaels (saison 8, épisode 18)
- 2008 : Lipstick Jungle : Les Reines de Manhattan (Lipstick Jungle) : Chloe Jamison
- 2008 - 2009 : Terminator : Les Chroniques de Sarah Connor (Terminator : The Sarah Connor Chronicles) : Riley
- 2009 : Private Practice : Sloan Riley
- 2009 - 2010 : Grey's Anatomy : Sloan Riley
- 2010 : Scoundrels  : Heather West
- 2010 : Good Morning Rabbit : Dumbleshe
- 2011 : Les Sorciers de Waverly Place (Wizards of Waverly Place) : Rosie
- 2011 : Les Experts : Miami (CSI : Miami) : Molly Sloan ( saison 9 )
- 2011 : Les Frères Scott (One Tree Hill) : Chloe
- 2014 : The Tomorrow People : Natalie
- 2015 : True Detective : Athena Bezzerides
- 2017 : The Path : Chloe Jones
- 2017 - 2018 : Gone : Kit Lannigan
- 2024 : Fire Country : Audrey James (Saison 3)

#### Téléfilm
- 2008 : Austin Golden Hour : Annie

## Distinctions

### Nominations
- 2005 : Soap Opera Digest Awards de la meilleure révélation féminine dans une série télévisée dramatique pour La Force du destin (All My Children) (2004-2010).
- Daytime Emmy Awards 2006 : Meilleure jeune actrice dans une série télévisée dramatique pour La Force du destin (All My Children) (2004-2010).
- Daytime Emmy Awards 2007 : Meilleure jeune actrice dans une série télévisée dramatique pour La Force du destin (All My Children) (2004-2010).